# 2019年香港社區盃
2019年香港社區盃是第 6 屆香港社區盃，由2018–19年香港超級聯賽冠軍和富大埔對陣2018–19年香港足總盃冠軍傑志，賽事原定於2019年9月22日在旺角大球場上演。时值香港反對逃犯條例修訂草案運動期间，当地21日的示威活动中，警民冲突频发。主办单位基於安全考慮，在9月22日宣布賽事需要延期舉行。最終於2020年5月28日決定取消。
原定赛事雙方連續第二年於香港社區盃對陣。傑志是第六次出參與這項賽事，亦是衛冕球隊。而和富大埔則是第二次出席。

## 球賽

### 詳細資料
| 取消[A] |

| 和富大埔 | – | 傑志 |
| -------- | - | ---- |
|          |   |      |

| 旺角大球場 |

## 註解
1. ^ a b 基於安全考慮，原定於2019年9月22日舉行的「2019年香港社區盃」賽事需要延期舉行。[3]

## 外部連結
- 香港足球總會（页面存档备份，存于）